# Kragerøfjorden
58°51′N 9°27′Ø / 58.850°N 9.450°Ø
Kragerøfjorden er en fjord i Kragerø kommune i Vestfold og Telemark fylke i Norge, som er hovedindsejlingsrute til byen Kragerø. Vestre Rauane og Sjursholmene ligger i indløbet af fjorden, som strækker sig circa 6 kilometer nordvestover mod Kragerø og Tåtøy. Fra Tåtøy fortsætter fjorden videre mod vest som Kilsfjorden, og nordøstover som Bærøyfjorden.